# 撾
撾，中國古代的兵械，十八般兵器之一。有長械、短械、軟械三種之分。凡具有人手或獸爪形象的武器，皆屬此類。
撾兼有抓勾之作用，與宋之抓槍、抓子棒相似，但撾要拋，而抓則不離雙手；同時撾五指活動具有機械能力，被抓住即難逃脫，可輔助長短兵器之不足。
撾亦為古兵杖之一，形式奇特，長一丈三尺，柄端安一大拳，拳握一筆，純以鐵制，其重量不亞於斧鉞，舊式儀仗中時見之。此器大約始於周秦之世，非猛勇之將，不得其用。

## 型制
常見的撾，造型是一支拿著筆的手，呈握拳狀，握著一支鐵筆。
在一些變化型中，則為食指與中指會成劍指，併攏深直。劍指的部分能夠發揮槍類戳兵之效，鐵筆的兩頭則類似畫戟的小枝，或钂的雙翼，可擋、可撩、可刺，而握筆的拳頭尚能夠充當鎚頭，作為鈍器使用。

### 短械
筆撾，又名判官筆，一種形似人手屈握成拳，掌中握一鐵筆，中、食指併攏伸直。

### 長械
長撾之撾桿長約六尺，撾頭形似人手，中指伸直，其餘四指屈握，亦稱為金龍撾。

### 軟械
造型近似於鷹爪，可投擲，因而又稱飛爪，發展至後期，連關節皆可活動弗如，

## 知名使用者
- 五代十國後唐李存孝

## 記載
- 明茅元儀《武備志》：「用淨鐵打造，若鷹爪樣，五指攢中，釘活，穿長繩繫之。始擊人馬，用大力丟去，著身收合，回頭不能脫走。」

## 外部連結
- 中華武俠文學網

1. ↑  . 香港01. 2017年8月22日.